# شهرستان بوبوشفو
شهرستان بوبوشفو (به بلغاری: Boboshevo Municipality) یک شهرستان در بلغارستان است که در استان کیوستندیل واقع شده‌است. شهرستان بوبوشفو ۱۳۵٫۱۴ کیلومتر مربع مساحت و ۲٬۸۷۰ نفر جمعیت دارد.